# Lophopagurus (Australeremus) cookii
Lophopagurus (Australeremus) cookii is een tienpotigensoort uit de familie van de Paguridae. De wetenschappelijke naam van de soort is voor het eerst geldig gepubliceerd in 1883 door Filhol.